# Ineb Hedj
Ineb Hedj (La fortalesa blanca) fou el nom del nomós I del Baix Egipte. La capital fou Inebhedj (Ineb Hedj) o Mennefer (Memfis, avui Mit Rahim). El nomós ja existia vers el 3000 aC i va subsistir fins al nou regne. La seva capital, fou un centre administratiu destacat a través dels segles. El nom volia dir "Muralles blanques". El nom grec Memfis fou una deformació del nom egipci de la piràmide de Mennefer (del rei Pepi I). En copte el nom va esdevenir Menfe. Un altre nom egipci, durant l'Imperi mitjà, fou Ankh Tawy (la que equilibra les dues terres) per la seva posició estratègica entre el Baix i l'Alt Egipte
Els déus principals foren Ptah, Hathor, (cadascun amb un temple dedicat a la capital, el de Ptah anomenat Hi-Ka-Ptah que vol dir Temple del Ka de Ptah, i aquest nom, deformat pels grecs hauria acabat com Aegyptos donant nom al país), Sokar i Apis. Altres cultes destacats foren el de la deessa Sakhmet i el seu fill Nefertum (que amb Ptah formaven l'anomenada triada memfita). Un centre de culte de Sokar (o Sokaris) es trobava a Saqqara.
El nomós ocupava la part esquerra del riu entre Guiza al nord i Dashur al sud (per tant al sud-oest de la moderna ciutat del Cairo) i eren part del seu territori les modernes Saqqara i Mit Rahim entre d'altres. Els limits no són prou definits però sembla que Memfis ocupava una posició central dins el territori.